# Keroplatidae
Famille
Les Keroplatidae, les Kéroplatides, sont une famille d'insectes diptères nématocères proche des Mycetophilidae. Ces mouches aux allures de Tipules vivent principalement dans les forêts humides aux dépens des champignons et sont présentes sur l'ensemble du globe à l'exception de l'Antarctique et en majorité sous climat tropical. Leur genre type est Keroplatus.

## Description

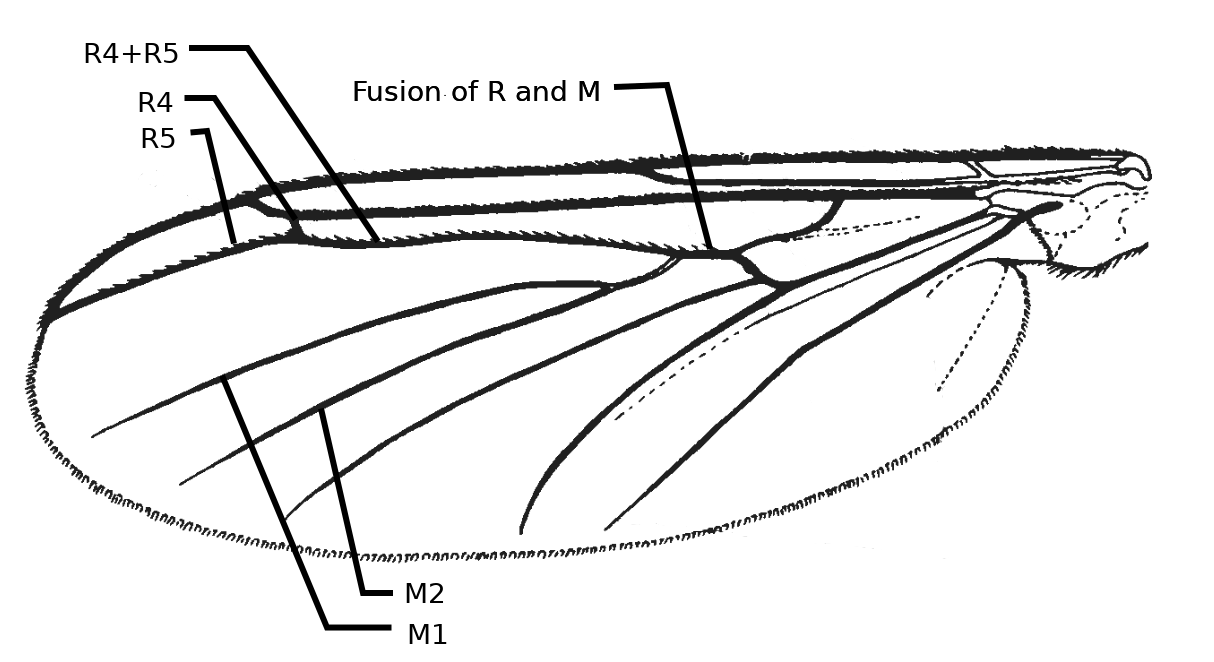
Diagramme des nervures alaires typiques de la famille des Keroplatidae.

Les imagos des Keroplatidae sont des mouches au corps élancé ou trapu de couleur souvent sombre, parfois aux ailes ornées de motifs alors que certaines espèces, notamment celles de la tribu des Orfeliini, sont colorées d'un jaune vif et miment les guêpes. Leurs ailes ont les nervures radiale (R) et médiane (M) fusionnées à leur base sur une courte distance et une nervure R4 très rarement effacée ou absente. Les antennes sont diverses, parfois courtes et aplaties, parfois longues et effilées comme chez Macrocera caractérisé par ses antennes plus longues que le corps,.
Les larves montrent une tête bien dessinée (morphologie dite eucéphale) et leur système respiratoire ne présente pas de stigmates mais des branchies trachéennes (système dit apneustique). Leur corps est vermiforme, lisse ou finement annelé et plus ou moins vivement coloré par un pigment hypodermique. La pupaison a lieu dans un cocon de soie ou à l'abri d'un réseau de soies serré.

## Biologie
Les imagos se rencontrent principalement dans des endroits sombres et humides, dans la végétation basse, sous les rochers, les troncs d'arbres, le long des berges des cours d'eau, parfois dans des grottes, où ils peuvent se rassembler par milliers à l'instar de la néo-zélandaise Neoplatyura monticola. Leur vol est lent et leurs habitudes sont le plus souvent crépusculaires ou nocturnes. Quelques espèces sont floricoles et se rencontrent sur les Ombellifères tandis que d'autres sont pollinisatrices d'Orchidées.
Les larves se développent également dans des endroits humides et sombres, y compris des grottes, des entre-nœuds de bambou, et des cavités profondément creusées sous des pierres, des écorces ou des troncs pourris. Les larves des genres Arachnocampa, Macrocera, et de la sous-famille des Orfeliinae (Neoditomyia, Proceroplatus, Platyceridion, Orfelia, Platyura, Truplaya et Xenoplatyura) sont prédatrices, tandis que celles des de la tribu des Keroplatini (Cerotelion, Heteropterna, Keroplatus, Mallochinus et Tergostylus) sont mycophages. Les espèces prédatrices tuent leurs proies à l'aide d'un liquide acide (principalement de l'acide oxalique) sécrété par les glandes labiales et déposé sur les gouttelettes de leurs toiles ; tandis que les larves mycophages se trouvent le plus souvent sous des fructifications de champignons telles que les Polypores ligneux, où elles tissent des toiles hygroscopiques moins acides utilisées pour collecter des spores ou prendre au piège de petites proies invertébrées vivantes. Certaines espèces ont été observées se nourrissant occasionnellement de pupes de leur propre espèce ou d'insectes morts. La larve de Planarivora insignis, une espèce de Tasmanie, est une endoparasite de Planaires terrestres, des vers plats. Quelques espèces à antennes en forme de peigne telles que Platyceridion et Proceroplatus ont des larves associées aux fourmilières. Enfin certaines espèces de Keroplatidae des genres Arachnocampa, Keroplatus, Orfelia et Neoceroplatus ont des larves luminescentes, la plus connue étant le ver luisant prédateur de Nouvelle-Zélande, Arachnocampa luminosa. Elles tissent un nid de soie au plafond puis, avec leur propre corps, illuminent les fils avec des gouttelettes de liquide collant qui pendent, attirant et capturant ainsi de petits insectes. Malgré tout, nombreuses sont les espèces dont la biologie est inconnue,.

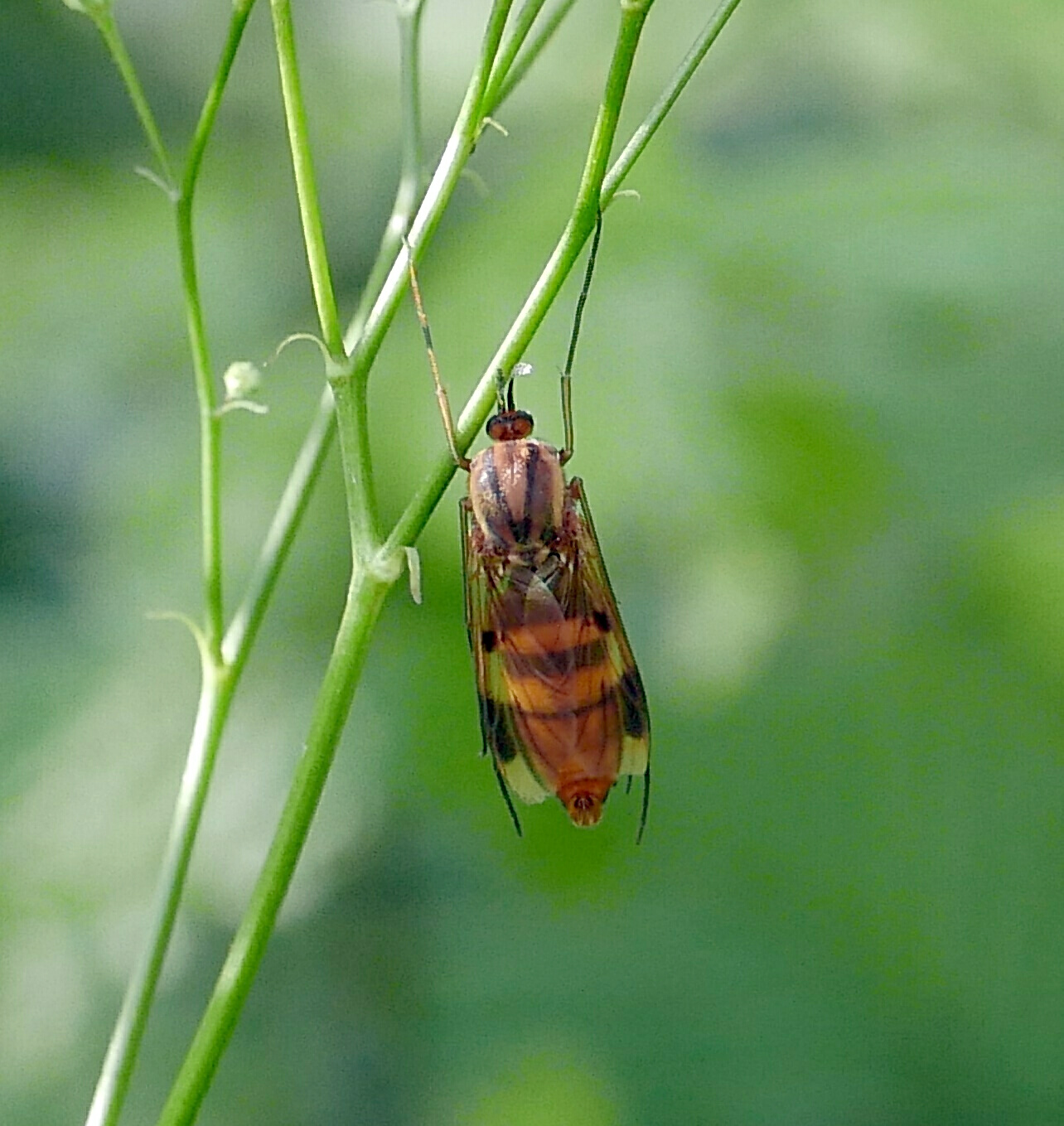
Keroplatus tipuloides (Pologne)
- Larve de Keroplatidae sur Polypore - genre Keroplatus ou Cerotelion (Allemagne)
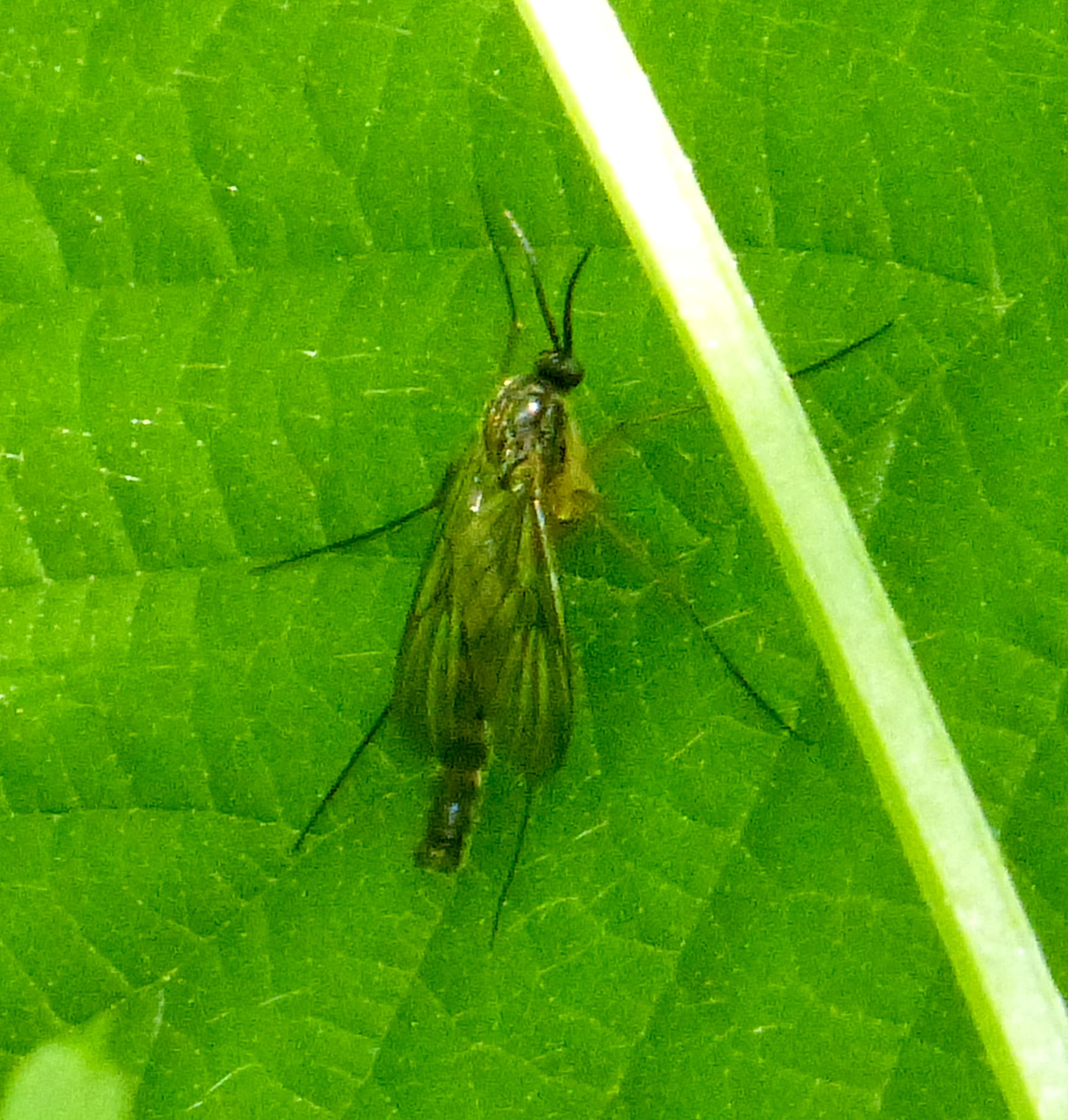
Keroplatidae indéterminé (Royaume-Uni)
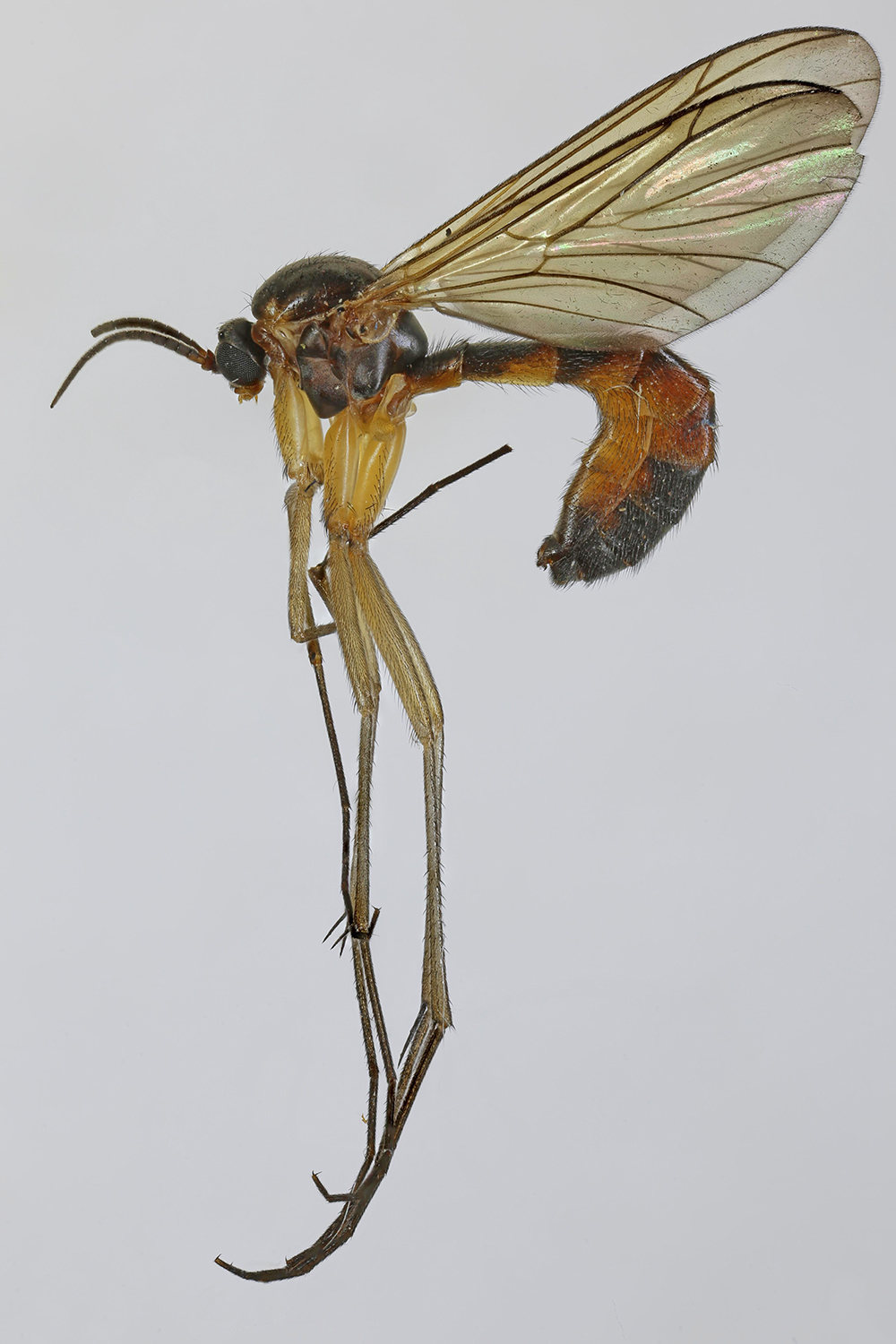
Orfelia ochracea (Pays de Galles)
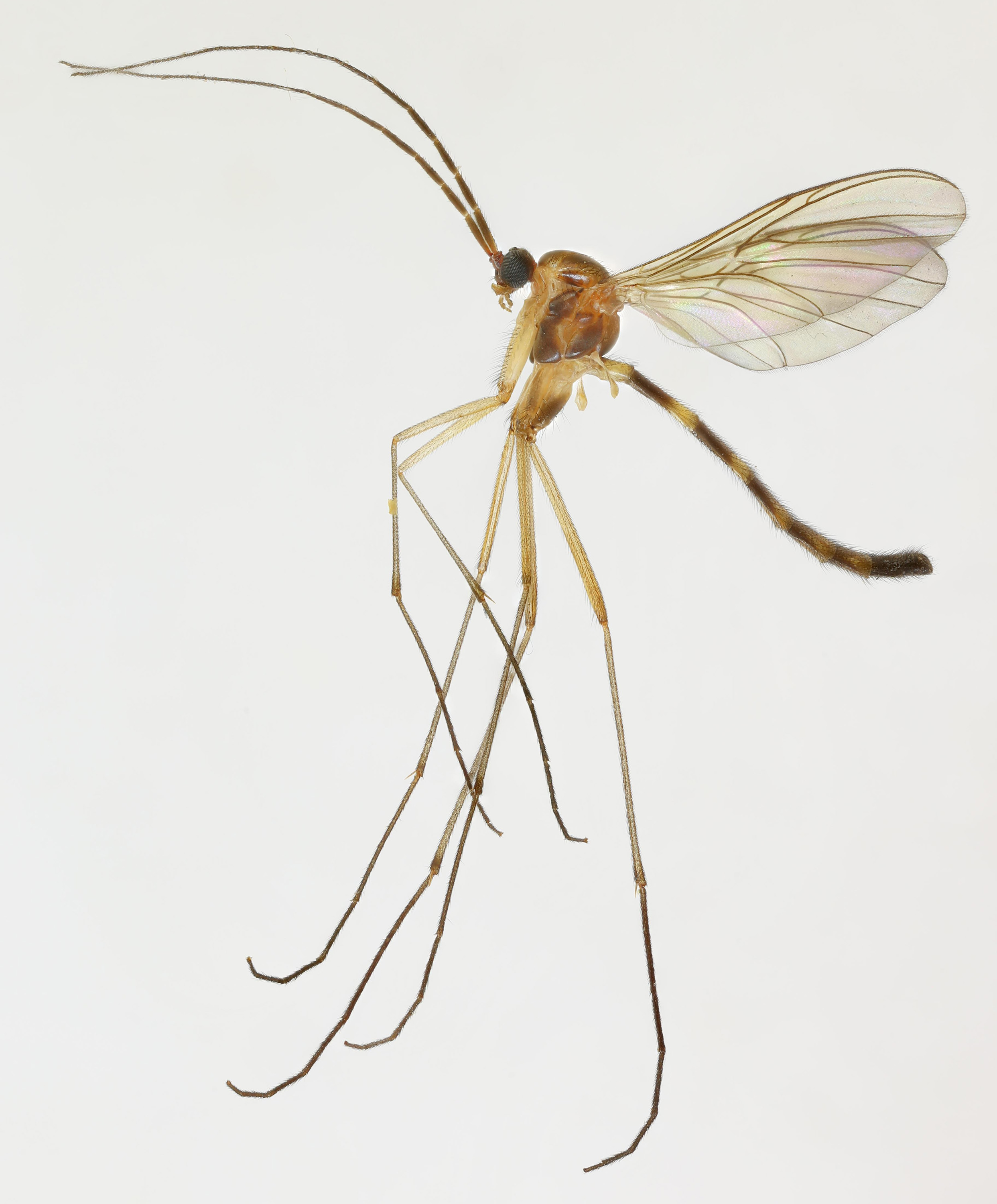
Macrocera fasciata (Pays de Galles)
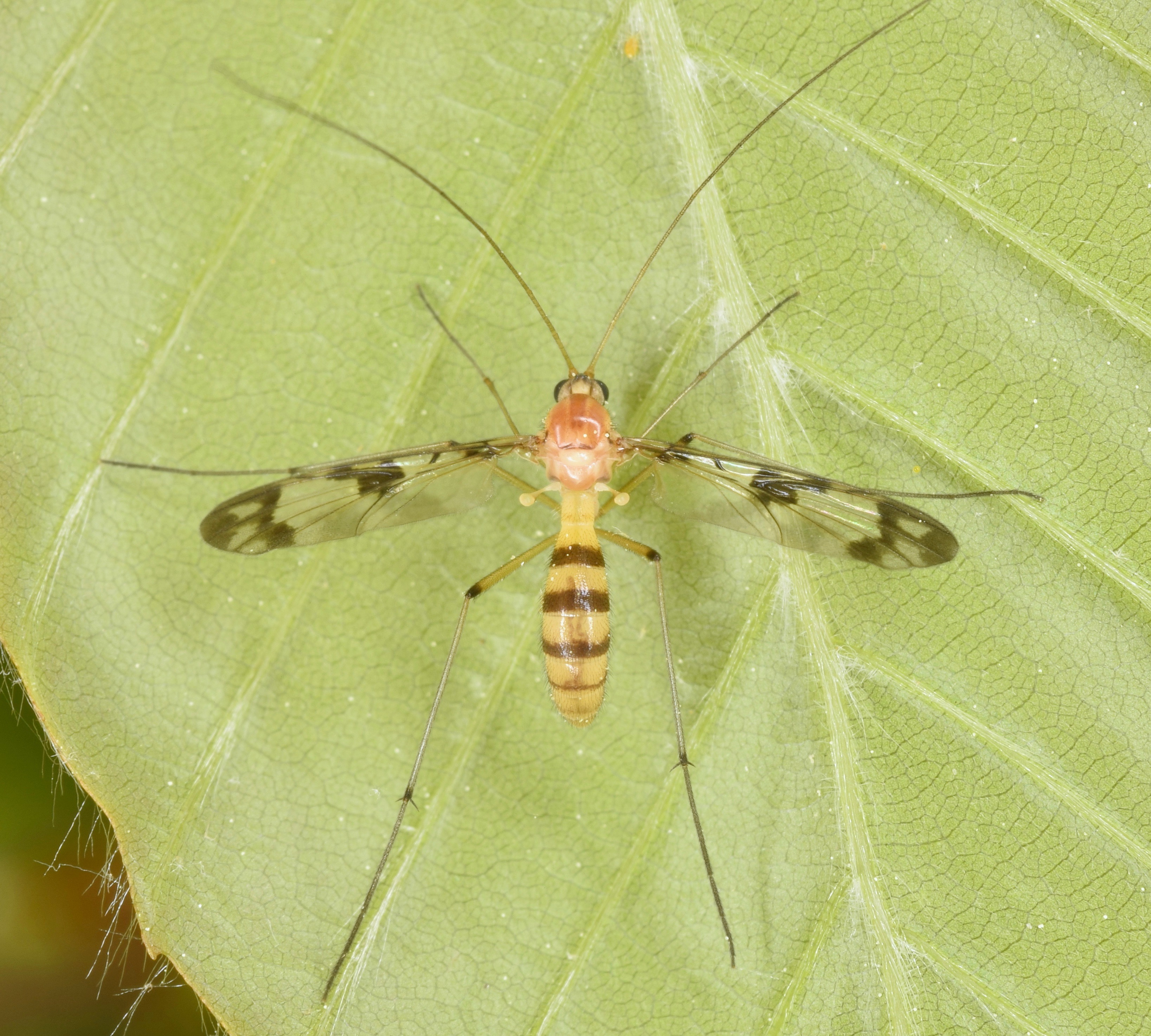
Macrocera sp. (Géorgie, USA)
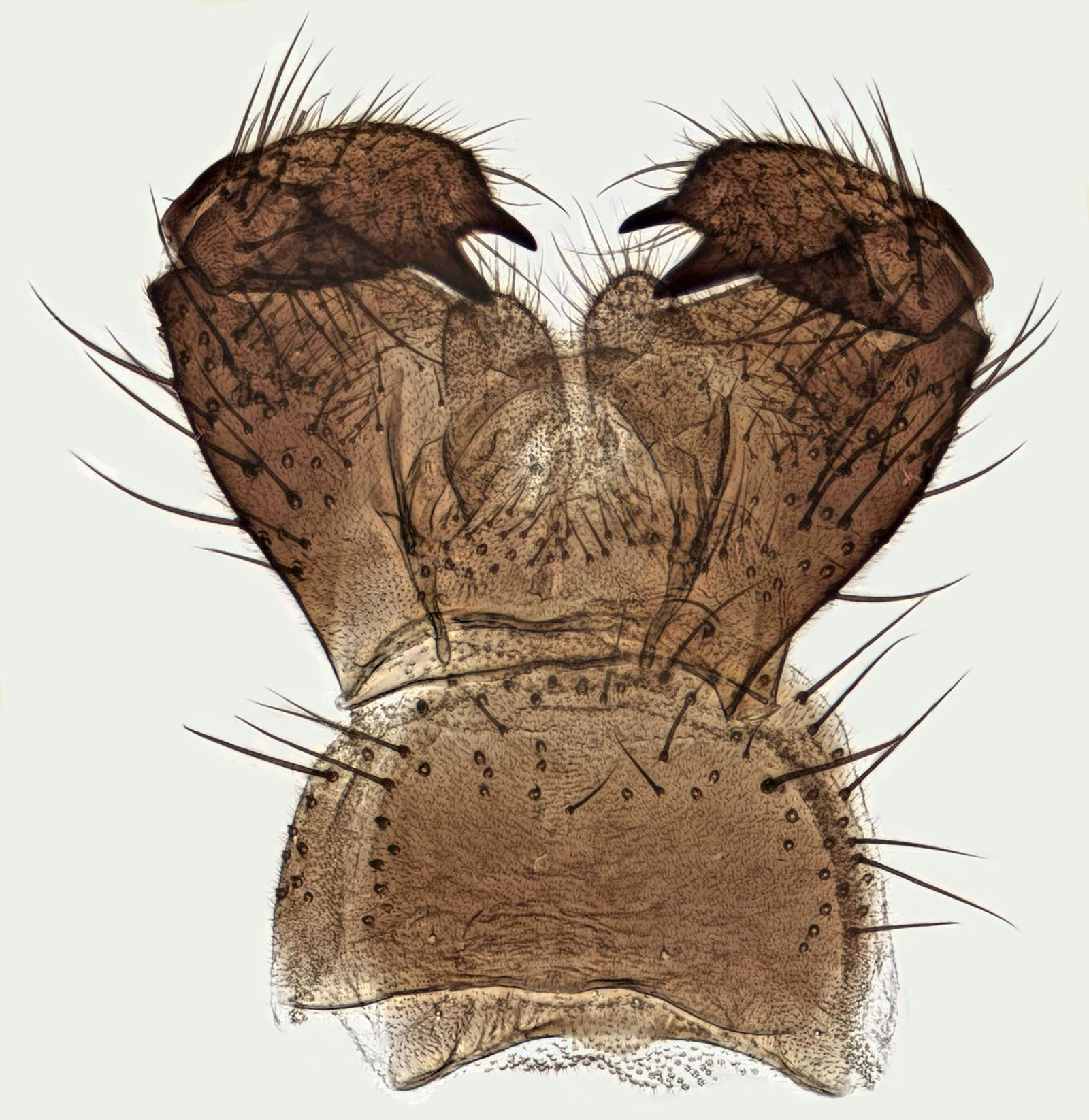
Macrocera, pièces buccales (Pays de Galles)
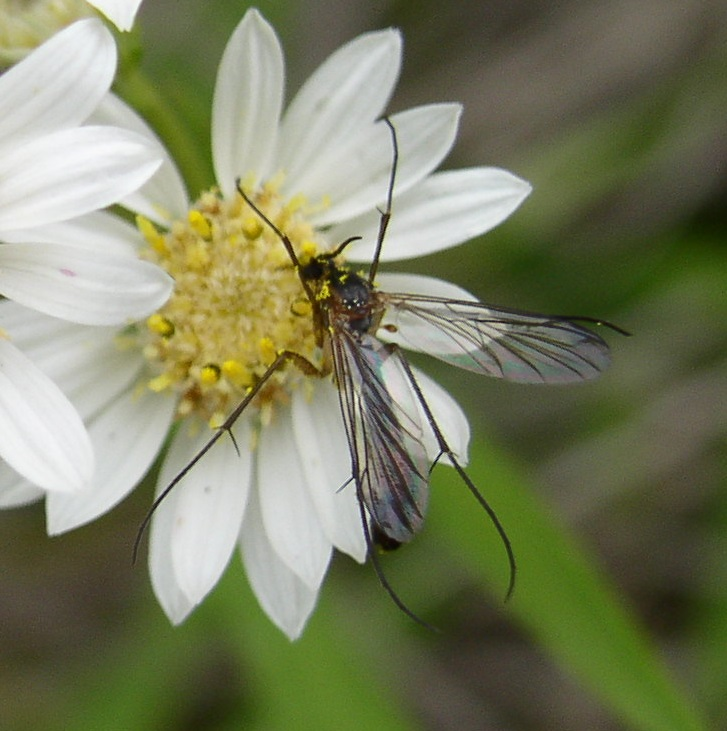
Asindulum (Michigan, USA)
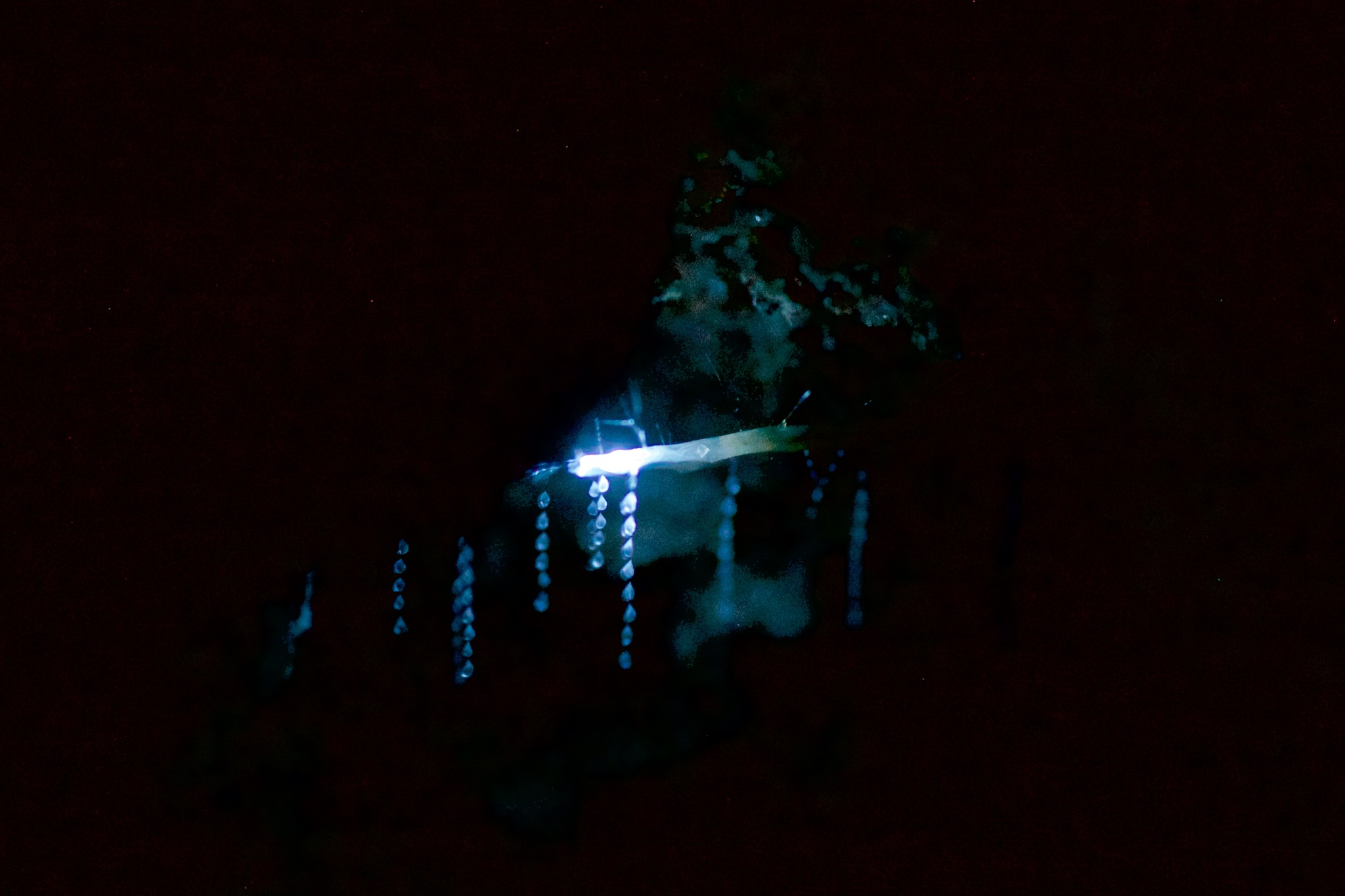
Arachnocampa luminosa, bioluminescence des larves (Nouvelle Zélande)

## Distribution
Les Keroplatidae sont présents sur l'ensemble de la planète du Groënland à l'archipel de Crozet. En termes de diversité, l'écozone paléarctique est la plus importante suivie par le néotropique, un résultat à mettre en relation avec l'activité plus intense des diptéristes et la superficie importante de ces régions. À l'inverse, bien que peu représentés et peu prospectés, l'Indomalais et l'Australasie portent un potentiel de diversité très élevé en raison de la présence d'habitats et d'hôtes favorables aux Keroplatidae,.

## Systématique
L'arbre phylogénétique suivant montre que les Keroplatidae sont très proches de la famille des Mycetophilidae où ils ont longtemps été inclus
|  | Lygistorrhinidae             |
|  |                              |
|  | Mycetophilidae sensu stricto |
|  |                              |

|  | Diadocidiidae                                                   |
|  |                                                                 |
|  | Ditomyiidae                                                     |
|  |                                                                 |
|  | \| \| Bolitophilidae \| \| \| \| \| \| Keroplatidae \| \| \| \| |
|  |                                                                 |
|  | Bolitophilidae                                                  |
|  |                                                                 |
|  | Keroplatidae                                                    |
|  |                                                                 |

|  | Bolitophilidae |
|  |                |
|  | Keroplatidae   |
|  |                |

|  | Lygistorrhinidae             |
|  |                              |
|  | Mycetophilidae sensu stricto |
|  |                              |

|  | Diadocidiidae                                                   |
|  |                                                                 |
|  | Ditomyiidae                                                     |
|  |                                                                 |
|  | \| \| Bolitophilidae \| \| \| \| \| \| Keroplatidae \| \| \| \| |
|  |                                                                 |
|  | Bolitophilidae                                                  |
|  |                                                                 |
|  | Keroplatidae                                                    |
|  |                                                                 |

|  | Bolitophilidae |
|  |                |
|  | Keroplatidae   |
|  |                |

|  | Lygistorrhinidae             |
|  |                              |
|  | Mycetophilidae sensu stricto |
|  |                              |

|  | Diadocidiidae                                                   |
|  |                                                                 |
|  | Ditomyiidae                                                     |
|  |                                                                 |
|  | \| \| Bolitophilidae \| \| \| \| \| \| Keroplatidae \| \| \| \| |
|  |                                                                 |
|  | Bolitophilidae                                                  |
|  |                                                                 |
|  | Keroplatidae                                                    |
|  |                                                                 |

|  | Bolitophilidae |
|  |                |
|  | Keroplatidae   |
|  |                |

|  | Lygistorrhinidae             |
|  |                              |
|  | Mycetophilidae sensu stricto |
|  |                              |

|  | Diadocidiidae                                                   |
|  |                                                                 |
|  | Ditomyiidae                                                     |
|  |                                                                 |
|  | \| \| Bolitophilidae \| \| \| \| \| \| Keroplatidae \| \| \| \| |
|  |                                                                 |
|  | Bolitophilidae                                                  |
|  |                                                                 |
|  | Keroplatidae                                                    |
|  |                                                                 |

|  | Bolitophilidae |
|  |                |
|  | Keroplatidae   |
|  |                |

En 2006, 86 genres et 952 espèces de Keroplatidae sont considérés comme valides sur l'ensemble de la planète ; en 2021, ce sont 112 genres et 1050 espèces qui sont acceptés par la communauté scientifique. Cependant, cette famille est peu étudiée et de nombreux taxons restent à décrire d'autant plus que certaines parties du globe sont encore peu étudiées sur le plan taxonomique, notamment les régions indomalaise et australiasienne. Le genre Macrocera est celui comportant le plus d'espèces de la famille avec le genre Orfelia, qui est quant à lui de définition plus flou et de manière générale moins étudié,.
En 1990, le diptériste français Loïc Matile propose une classification phylogénétique basée sur l'évolution du régime alimentaire larvaire allant de la prédation à la mycophagie, un choix suivi en 2006 par l'américain Neal Evenhuis.

## Les espèces d'Europe
L'Europe compte 109 espèces réparties en 16 genres.

## Les espèces de France
La France compte 138 espèces de Keroplatidae réparties en 28 genres.

## Les genres fossiles
Le genre le plus ancien de cette famille, Hegalari, est une Macrocerinae provenant d'un gisement espagnol d'ambre datant du Crétacé inférieur, soit il y a 110 millions d'années environ. Ont également été découverts en France le genre Schlueterimyia issu du Crétacé supérieur et au Myanmar, le genre Burmacrocera issu du Crétacé inférieur.
Les genres fossiles selon Paleobiology Database :
- Adamacrocera
- Antlemon
- Asindulum
- Keroplatus
- Orfelia
- Proceroplatus
- Archaeognoriste
- Indorrhina
- Lebanognoriste
- Lygistorrhina
- Palaeognoriste
- Parisognoriste
- Protognoriste
- Eomacroceritis
- Hegalari
- Hesperodes
- Macrocera
- Schlueterimyia
- Kelneria
- Micrepimera
- Palaeoplatyura
- Platyura
- Vastaplatyura